# Lý thuyết tiền tạo thành

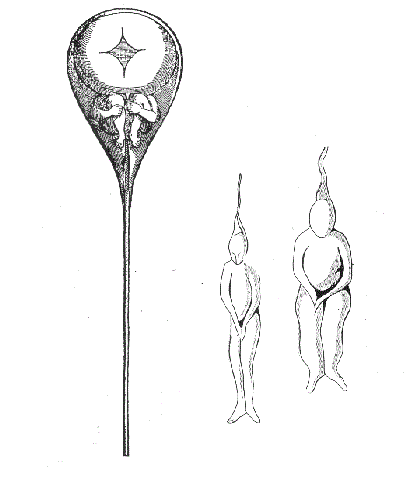
Đứa con tý hon bên trong một tinh trùng (hình vẽ của Nicolaas Hartsoeker, năm 1695)

Trong sinh học, lý thuyết tiền tạo thành là một lý thuyết nay đã lỗi thời, nhưng rất phổ biến vào khoảng thế kỉ XVII - XVIII, cho rằng sinh vật ban đầu từ trước khi ra đời đã có đầy đủ mọi bộ phận giống như sinh vật trưởng thành sinh ra nó. Nghĩa là mọi sinh vật đều phát triển từ phiên bản thu nhỏ của chính chúng ở "mầm" sinh ra chúng. Nói nôm na - theo lý thuyết này - thì mỗi sinh vật con đều giống bố hay giống mẹ nó nhưng ở kích thước tý hon.

## Nội dung
- Theo quan niệm này, thì một cây ở trong hạt giống đã là một "cây tý hon" ở dạng nguyên mẫu (prototype), khi hạt nảy mầm thì mọi bộ phận (rễ, thân, lá) đã sẵn có rồi, chỉ to dần lên, rồi thành cây như nhìn thấy được. Còn ở người, thì trẻ sơ sinh đã có hình dạng giống như bố mẹ ngay từ trong bụng mẹ, hoặc thậm chí ngay từ giao tử của bố / mẹ (xem hình). Dạng nguyên mẫu (prototype) ở người gọi là "homunculi" (người nguyên mẫu), còn ở động vật là "animalcule" (vật nguyên mẫu). Mãi đến cuối thế kỉ XVIII, quan niệm này vẫn phổ biến, như ở tác phẩm của Jan Swammerdam.
- Thuật ngữ "lý thuyết tiền tạo thành" dịch từ nguyên gốc tiếng Anh preformationism (hay preformism) lấy gốc từ khái niệm "preformation" (phát âm Quốc tế: /ˌprē-fȯr-ˈmā-shən/) nghĩa là "tạo thành từ trước", hoặc cũng đã được dịch là "tiên hình luận".[3]
- Nghịch nghĩa với khái niệm này là quan niệm biểu sinh (epigenesis) hay sinh mới (neoformalism).[4]
- Tuy quan niệm này đã được chứng minh là sai lầm và đã bị di truyền học bác bỏ từ khoảng cuối thế kỉ XIX, nhưng thuật ngữ preformation vẫn được dùng trong phôi học ngày nay trong nghiên cứu thuộc lĩnh vực di truyền học biểu sinh, khi nói về quá trình phát sinh phôi xôma hoặc sự khác biệt của một dòng tế bào mầm.[5] Trong bài viết này, từ phần dưới đây không cập tới khía cạnh hiện đại của di truyền học biểu sinh.

Hình 2: Bìa tác phẩm của Jan Swammerdam, 1729

## Phát triển

### Quan niệm triết học
- Pythagoras là một trong những nhà tư tưởng sớm nhất về vấn đề này, được ghi nhận với các ý tưởng về nguồn gốc của hình thức sinh sản.[6] Ông cho rằng tinh trùng của người cha đóng góp những đặc điểm thiết yếu của con cái, còn (trứng) của bà mẹ chỉ đóng góp chất nền.
- Aristotle đã chấp nhận và phát triển ý tưởng này, và các tác phẩm của ông về lý thuyết biểu sinh gần giống như quan niệm của di truyền học ngày nay. Sau đó, một số bác sĩ châu Âu như Galen, Realdo Colombo và Girolamo Fabrici phát triển lý thuyết của Aristotle, và khá phổ biến vào thế kỷ XVII.
- Năm 1651, William Harvey đã xuất bản cuốn "Về thế hệ động vật" (On the Generation of Animals), một công trình nghiên cứu về phôi học mâu thuẫn với nhiều ý tưởng cơ bản của Pythagoras, bởi vì Harvey khẳng định tất cả các loài động vật đều "xuất phát" từ trứng của động vật cái. Tuy nhiên, những ý tưởng của Harvey về quá trình phát triển cá thể về cơ bản là biểu sinh, tức là phản đối preformism (tiền tạo thành). Tuy là nhà khoa học, nhưng Harvey lại cho rằng có một "chất linh hồn" phát huy tác dụng của nó đối với cơ thể phụ nữ, còn sự thụ tinh xảy ra qua một sự chuyển giao "bí ẩn" theo kiểu tiếp xúc hoặc truyền nhiễm. (Xem thêm ở trang Biểu sinh).

### Phát triển và suy tàn
- Sau khi phát hiện ra tinh trùng vào năm 1677 nhờ kính hiển vi của Antonie van Leeuwenhoek, lý thuyết biểu sinh đã tỏ ra khó bảo vệ hơn: Làm thế nào mà một sinh vật phức tạp như con người lại có thể phát triển từ vật đơn giản như thế được ? Tuy nhiên, Leeuwenhoek nghiên cứu thêm về nhiều loại tinh trùng khác nhau của khoảng 30 loài. Ông cho rằng trong tinh trùng có "tất cả các loại mạch lớn và nhỏ, rất đa dạng và nhiều đến nỗi tôi không nghi ngờ rằng chúng là dây thần kinh, động mạch và tĩnh mạch...". Ông còn thấy tinh trùng chuyển động, nên cho rằng chúng phải có linh hồn (soul).
- Sau đó, Joseph de Aromatari, tiếp theo là Marcello Malpighi và Jan Swammerdam đã giải thích những phát hiện của họ nhằm củng cố lý thuyết này.
- Caspar Friedrich Wolff, một nhà biểu sinh học ở thế kỷ XVIII đã nghiên cứu nhiều và phát triển lý thuyết của mình. Những người theo chủ nghĩa tự nhiên vào cuối thế kỷ 18 và thế kỷ 19 chấp nhận lý thuyết của Wolff, nhưng chủ yếu là vì họ đã phản đối kiểu phát triển "phóng to" từ nguyên mẫu có tính cơ học, hơn là có bằng chứng khẳng định biểu sinh.
- Mãi đến cuối thế kỷ 19, lý thuyết tiền tạo thành mới bị loại bỏ gần như hoàn toàn do sự phát triển mạnh mẽ của tế bào học. Lúc đó, các nhà sinh học nhận ra rằng sinh vật sống không phải như những cỗ máy được chế tạo sẵn. Wilhelm Roux và Hans Driesch đã tiến hành các thí nghiệm về sự phát triển phôi của nhím biển và đưa ra những bằng chứng được coi là quyết định có lợi cho lý thuyết biểu sinh.
- Khi lý thuyết nguyên tử của John Dalton ra đời và phát triển, thay thế triết học của Descartes, thì lý thuyết tiền tạo thành bị giáng một đòn chí mạng, bởi vì không thể đủ không gian để chứa các "phân tử động vật" xếp chồng lên nhau vô hạn được.[7]